# Безукоризненный (сторожевой корабль)
«Безукоризненный» — советский сторожевой корабль проекта 1135, входивший в состав Черноморского флота СССР и ВМФ России. В 1997—2001 годах — в составе ВМС Украины под названием «Николаев» (укр. «Миколаїв»).

## Служба

### ВМФ СССР
Корабль был зачислен в списки кораблей ВМФ СССР 16 мая 1977 года. 12 июля 1978 года состоялась закладка корабля на судостроительном заводе «Залив» в Керчи под заводским номером 15. 3 июня 1979 года спущен на воду, 29 декабря 1979 года вступил в строй. 3 марта 1980 года был включён в состав Черноморского флота.
Бортовой номер 802, 820.
Периодически проходил боевые службы в Средиземном море в составе 5-й Средиземноморской оперативной эскадры. С 27 сентября по 2 октября 1981 года совершил визит в порт Джезаир, с 26 по 31 марта 1987 года посетил Стамбул, с 15 по 19 августа 1991 года — Констанцу (Румыния).

### ВМФ РФ
В ноябре 1992 года корабль принимал участие в миротворческой миссии в зоне грузино-абхазского конфликта. 
В августе 1993 года администрация Брюховецкого района Краснодарского края взяла шефство над сторожевым кораблем "Безукоризненный".
В 1994 году завоевал приз ГК ВМФ по артподготовке (в составе КУГ).
По соглашению о разделе флота попал в украинскую долю. 14 июля 1997 года корабль был расформирован.

### ВМС Украины
1 августа 1997 года вошёл в состав Военно-морских сил Украины с переименованием в «Николаев» (U133). За время нахождения в ВМСУ ни разу не выходил в море. В 2001 году исключён из ВМС Украины и разделан на металл.

## Командиры
- капитан 3 ранга Подложнов А. Н.[2]